# Gmina Karinë
Gmina Karinë (alb. Komuna Karinë) – gmina miejska położona w środkowej części Albanii. Administracyjnie należy do okręgu Peqin w obwodzie Elbasan. W 2011 roku populacja gminy wynosiła 1350 osób w tym 685 kobiety oraz 919 mężczyzn, z czego Albańczycy stanowili 99,59% mieszkańców. 
W skład gminy wchodzi siedem miejscowości: Karinë, Kazijë, Rozejë, Progër, Sinametaj, Drangaj, Garunjë e Vogël.